# Национальный координационный центр безопасности инфраструктуры
Национальный координационный центр безопасности инфраструктуры (англ. National Infrastructure Security Co-ordination Centre, NISCC) — межведомственный орган правительства Великобритании, существовавший в 1999—2007 годах.
NISCC был создан в 1999 году с целью минимизации рисков от кибератак, угрожающих критической национальной инфраструктуре. NISCC также предоставлял консультации и информацию по другим вопросам информационной безопасности и защиты компьютерных сетей.
1 февраля 2007 года NISCC был объединён с Национальным консультативным центром безопасности (англ. National Security Advice Centre, NSAC), и на базе этих двух организаций был создан Центр по защите национальной инфраструктуры (CPNI). В настоящее время CPNI предоставляет комплексные консультации по вопросам безопасности предприятиям и организациям, которые составляют национальную инфраструктуру, включая информационные, кадровые и технические аспекты безопасности, помогая снизить уязвимость национальной инфраструктуры от терроризма и других угроз.